# Mayahuel
Mayahuel est, dans la mythologie aztèque, la déesse de la fertilité, de l'abondance, de l'ébriété mystique et de l'agave. Selon une version elle est l'épouse de Patecatl ou autre version la sœur. Elle est aussi la mère des Centzontotochtin, les 400 dieux de l'ivresse.

## Mayahuel dans le calendrier divinatoire
Dans le calendrier divinatoire aztèque (tonalpohualli en nahuatl), Mayahuel préside au jour «lapin». Elle préside en outre à la huitième treizaine avec Xochipilli.

## Représentations dans les sources principales

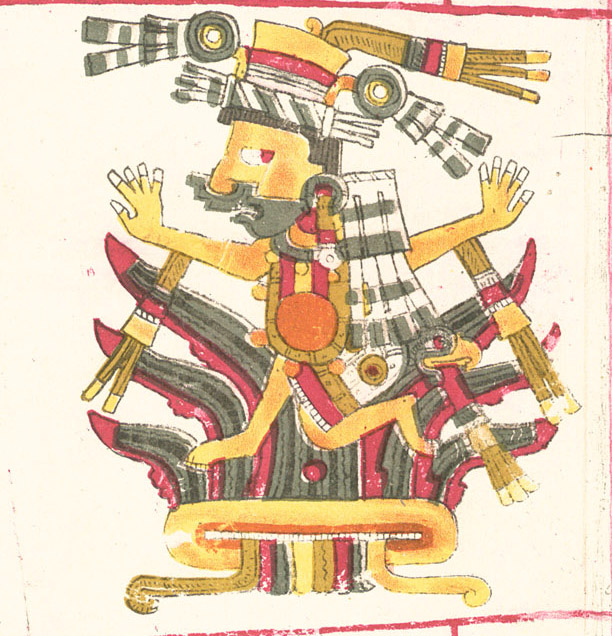
Mayahuel dans le Codex Borgia.
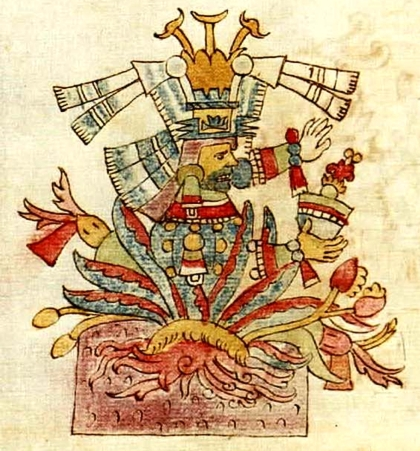
Mayahuel dans le Codex Ríos.
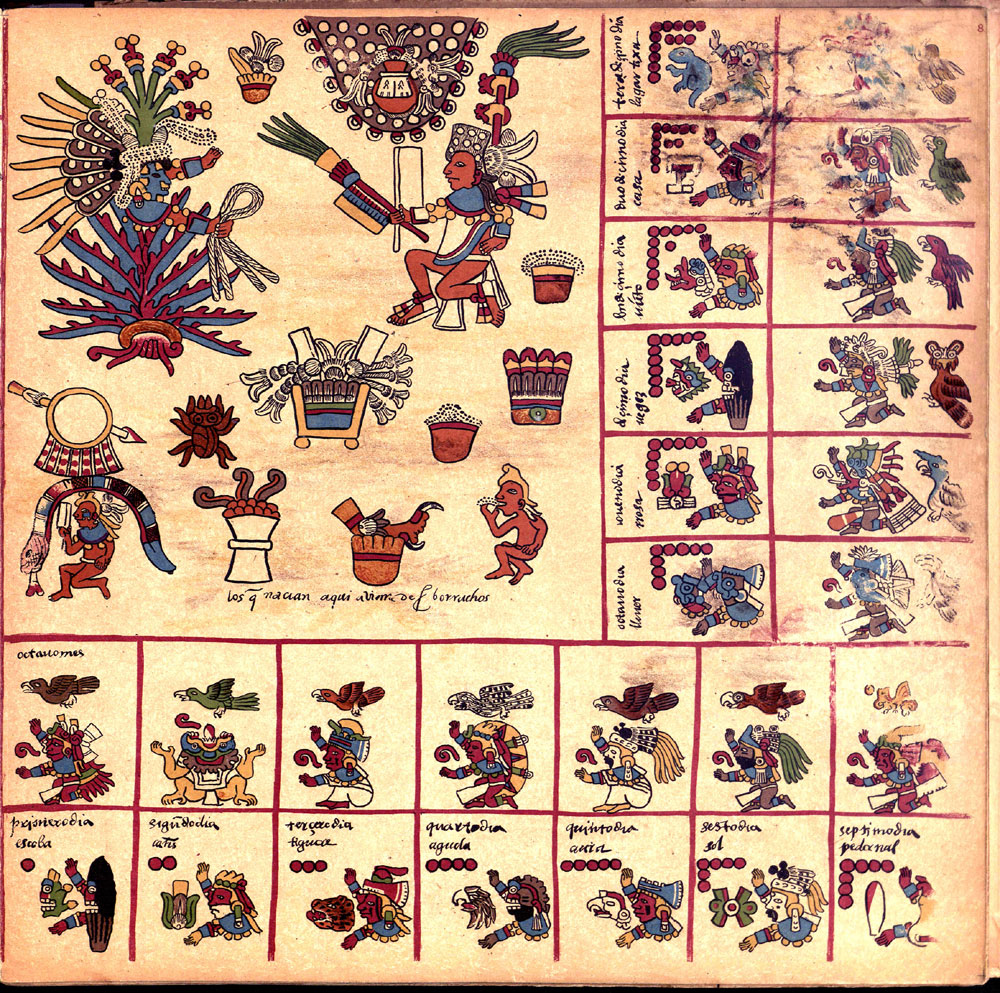
Mayahuel dans le Codex Borbonicus (coin gauche supérieur de la page 8).
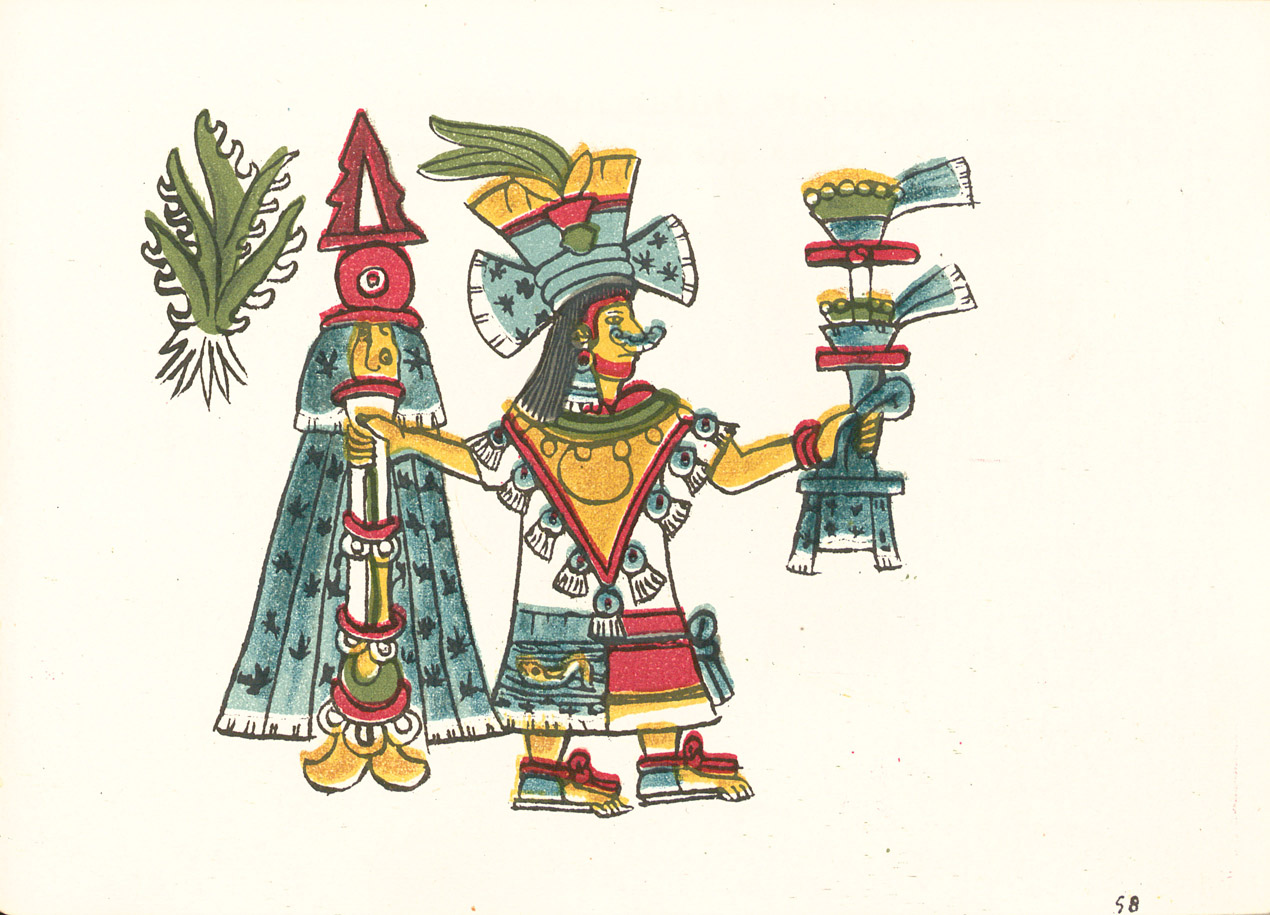
Mayahuel dans le Codex Magliabechiano (sur le recto de la page 58).
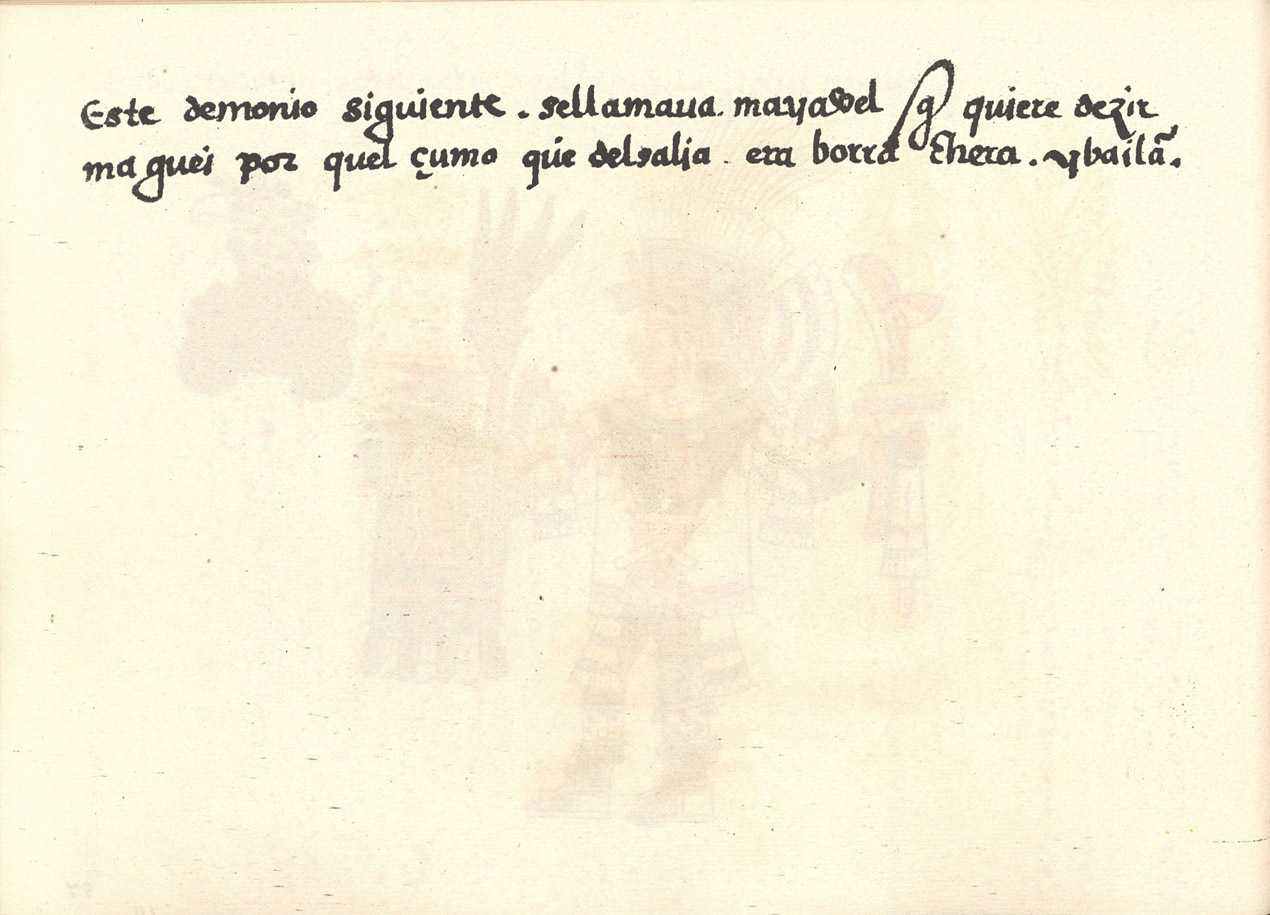
Cette description de Mayahuel accompagnait l'image dans le Codex Magliabechiano (sur le verso de la page 57). Traduction : « Le démon suivant était appelé Mayahuel, qui signifie maguey, car le jus qui en provient était intoxicant. Et ils dansent. »
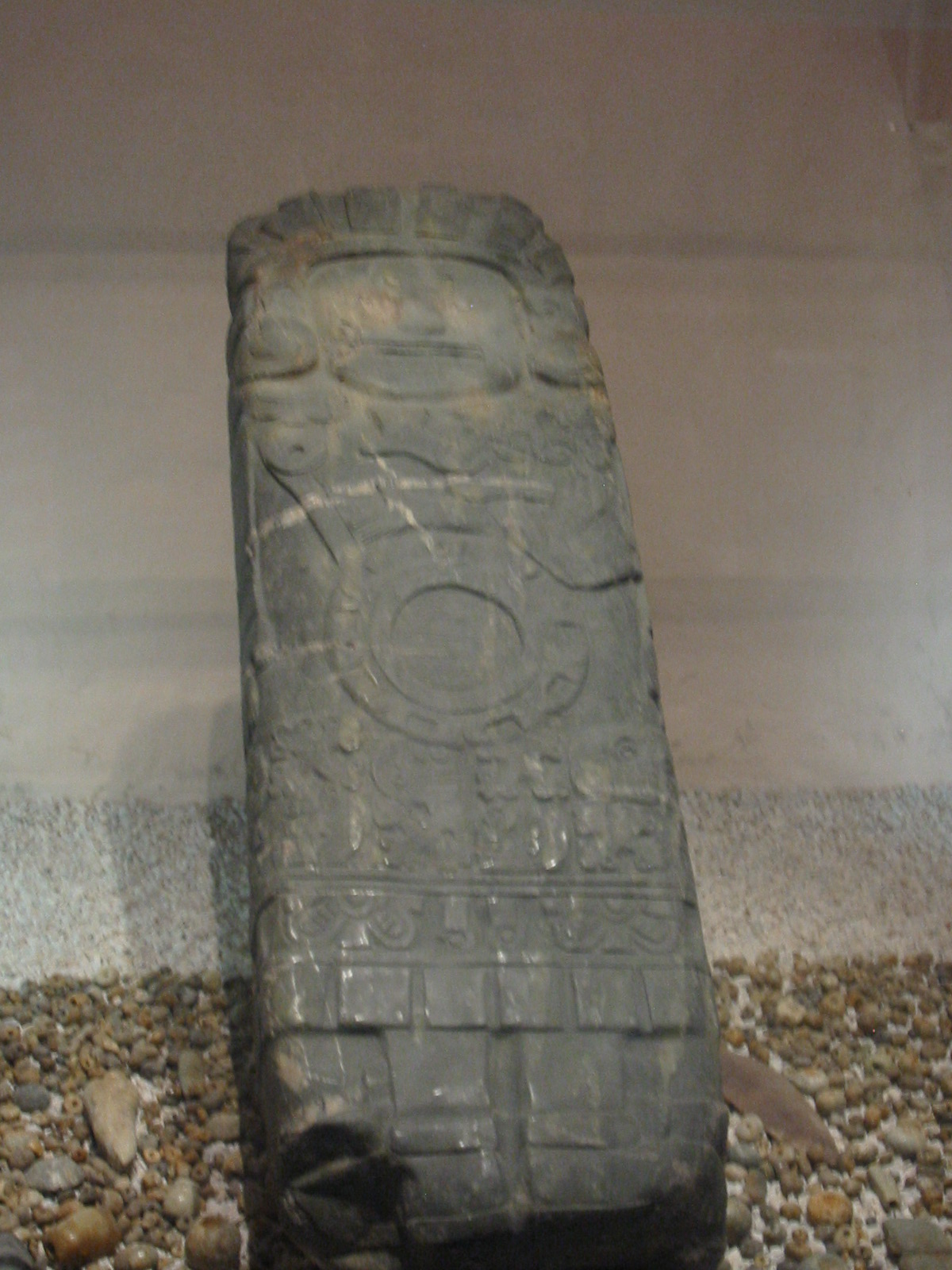
Gravure de Mayahuel autrefois exposée dans la Grande Pyramide de Tenochtitlan, maintenant exposée au musée du Templo Mayor à Mexico.